# Cultura de Erlitou
La cultura de Erlitou (en chino simplificado, 二里头文化; pinyin, èrlǐtóu wénhuà) es el nombre dado por los arqueólogos a una sociedad que existió en China a inicios de la Edad del Bronce hacia 2100 a. C. a 1800 a. C. o 1500 a. C. La cultura fue llamada así después de que sus vestigios fueran encontrados en un yacimiento arqueológico localizado en Erlitou, Yanshi, en la provincia de Henan. La cultura estuvo muy presente en las provincias de Henan y Shanxi. Muchos arqueólogos chinos identifican la cultura Erlitou con la dinastía Xia, a pesar de que la mayoría de los arqueólogos occidentales no están convencidos de la conexión entre ambas.
Descubierto en 1959, el yacimiento arqueológico de Erlitou es el mayor área con vestigios asociados a esta cultura antigua, con 3 km². Los vestigios indican que la cultura Erlitou poseía un monopolio en la producción de vasijas rituales de bronce. Después de la ascensión de la dinastía Shang, el área de dominio de los Erlitou disminuyó considerablemente, pero continuó habitada durante el inicio de la dinastía. 
La cultura Erlitou tal vez haya surgido de la cultura de Longshan. Originalmente centrada alrededor de las provincias de Henan y Shanxi, la cultura posteriormente se esparció por las provincias de Shaanxi y Hubei.

## Yacimiento de Erlitou

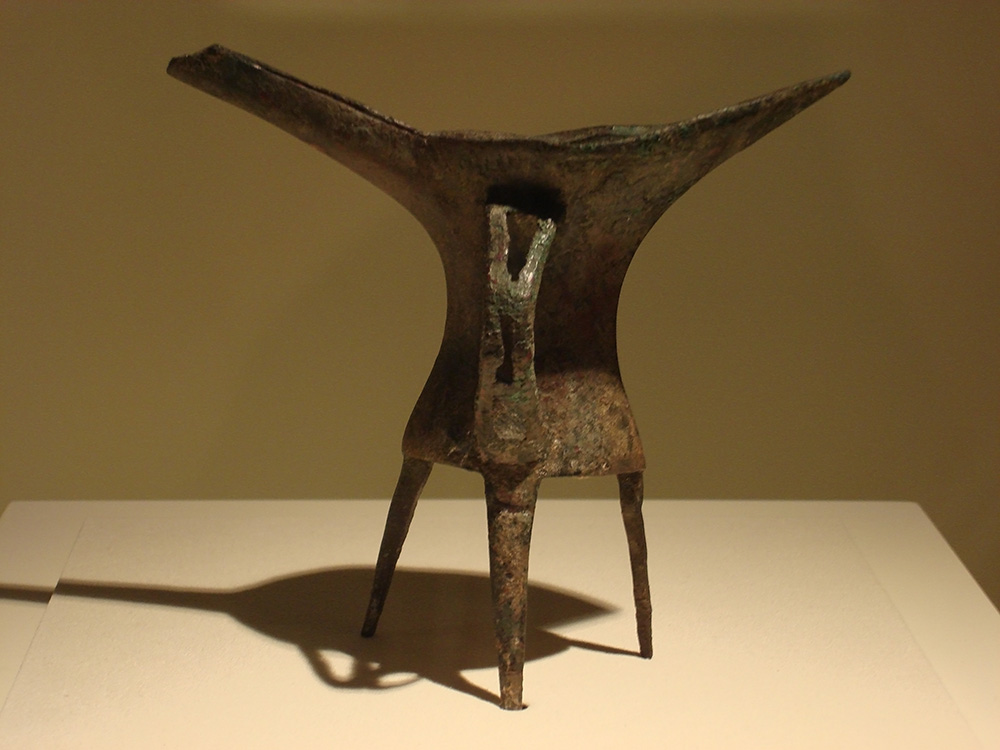
Bronce jue (vasija de vino) del

La cultura de Erlitou quizás pudo evolucionar a partir de la matriz de la cultura de Longshan. Originalmente centrada alrededor de las provincias de Henan y Shanxi, la cultura se extendió hacia las provincias de Shaanxi y Hubei. Tras el ascenso de la cultura de Erligang, el yacimiento de Erlitou disminuyó en tamaño, si bien continuó habitado.
Descubierto en 1959 por Xu Xusheng, Erlitou es el mayor yacimiento asociado con esta cultura, con edificios palaciegos y talleres de fundición del bronce. Erlitou monopolizó la producción de jarrones rituales de bronce, incluyendo las vasijas ding más antiguas recuperadas hasta ahora. La ciudad se sitúa en el río Yi, un afluente del río Luo, que desemboca en el río Amarillo. La ciudad medía 2,4 km por 1,9 km; sin embargo, a consecuencia de los daños de las riadas solo se conservan 3 km².

### Fases

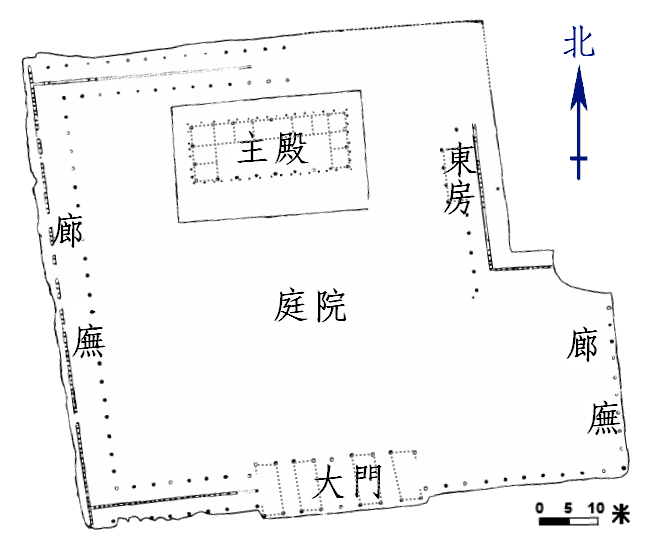
Planta del palacio (fase III)

El yacimiento se divide en cuatro fases, cada de una de más o menos un siglo. 
Durante la Fase I, ocupando 100 ha (247,1 acre), Erlitou fue un centro regional de rápido crecimiento, pero no era todavía una civilización urbana.
La urbanización comenzó en la Fase II, expandiéndose a 300 ha (741,3 acre). Un área palaciega de 12 ha (29,7 acre) fue delimitada con cuatro caminos. Albergaba el Palacio 3 de 150x50 m, estructurado en tres patios a lo largo de un eje de 150 metros, y el Palacio 5. Una fundición de bronce se estableció al sur del complejo palaciego. Este palacio es el más antiguo de la historia de China con 3.600 años de antigüedad, y sirvió como prototipo para los palacios imperiales posteriores.
La ciudad alcanzó su apogeo en la Fase III, y pudo haber tenido una población de entre 18 000 y 30 000 personas. El complejo palaciego fue rodeado por un muro de dos metros de grosor de tierra prensada y se construyeron los Palacios 1, 7, 8 y 9. Se abandonaron los palacios 3 y 5 se reemplazaron por el Palacio 2 de 4200m² y el Palacio 4.
Previamente se consideraba a la Fase IV como un periodo de decadencia, pero excavaciones recientes han revelado una continua construcción. Se edificó el Palacio 6 como una ampliación del Palacio 2, y se construyeron los Palacios 10 y 11. La Fase IV se superpone a la fase más temprana de la cultura de Erligang (1600–1450 a. C.).  Sobre el año 1600 a. C., se construyó una ciudad amurallada en Yanshi, alrededor de 6 km al noreste de Erlitou.
La producción de bronces y otros bienes de la élite cesó al final de la Fase IV, al mismo tiempo que se estableció la ciudad Erligang de Zhengzhou 85 km al este. No existen evidencias de destrucción por fuego o conflicto armado, pero durante la fase temprana Erligang (1400-1300 a. C.) todos los palacios fueron abandonados, y Erlitou se redujo a un pueblo de 30 hectáreas.

## Relación con los relatos tradicionales

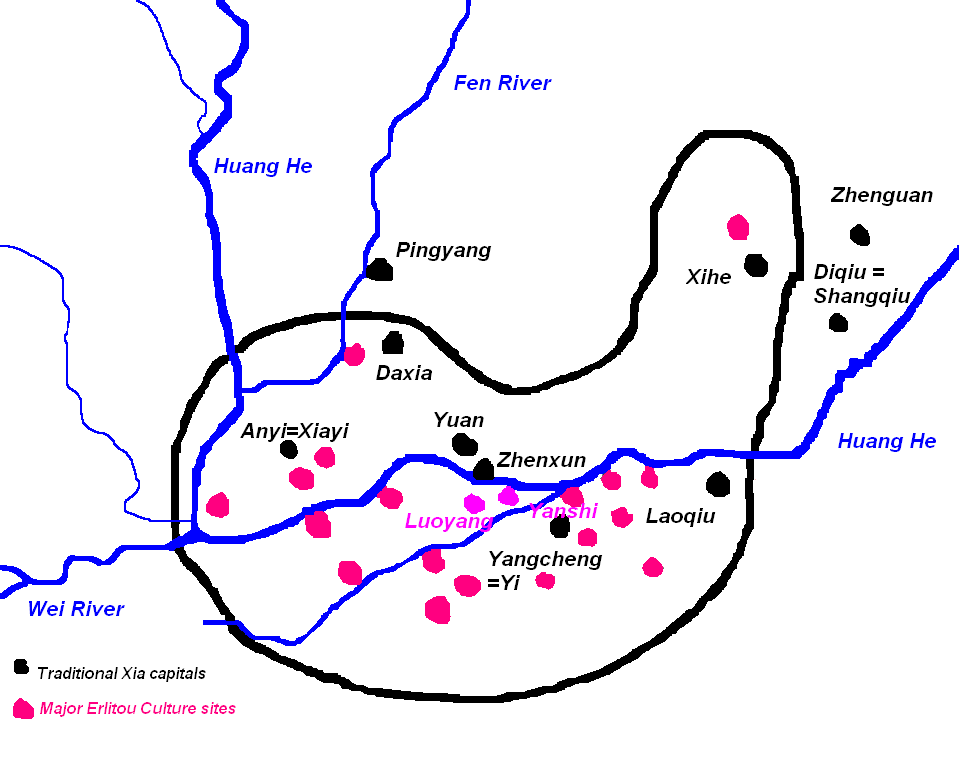
Yacimientos tradicionales Xia (negro) y yacimientos Erlitou (rosa)

Un objetivo principal de la arqueología en China ha sido la búsqueda de las capitales de las dinastías Xia y Shang asentadas según la descripción de los relatos tradicionales en el valle del río Amarillo. Estas tradiciones orales originales fueron registradas mucho después en narrativas históricas como los Anales de Bambú (c. 300 a. C.) y las Memorias históricas (siglo I a. C.), y su veracidad, en particular en lo que refiere a la Xia, es un tema de debate para la Escuela escéptica de la Antigüedad de la historia china. El hallazgo de escritura bajo la forma de huesos oraculares en Yinxu, Anyang, definió definitivamente al yacimiento como la última capital de los Shang, pero tal evidencia no está disponible para yacimientos más tempranos.

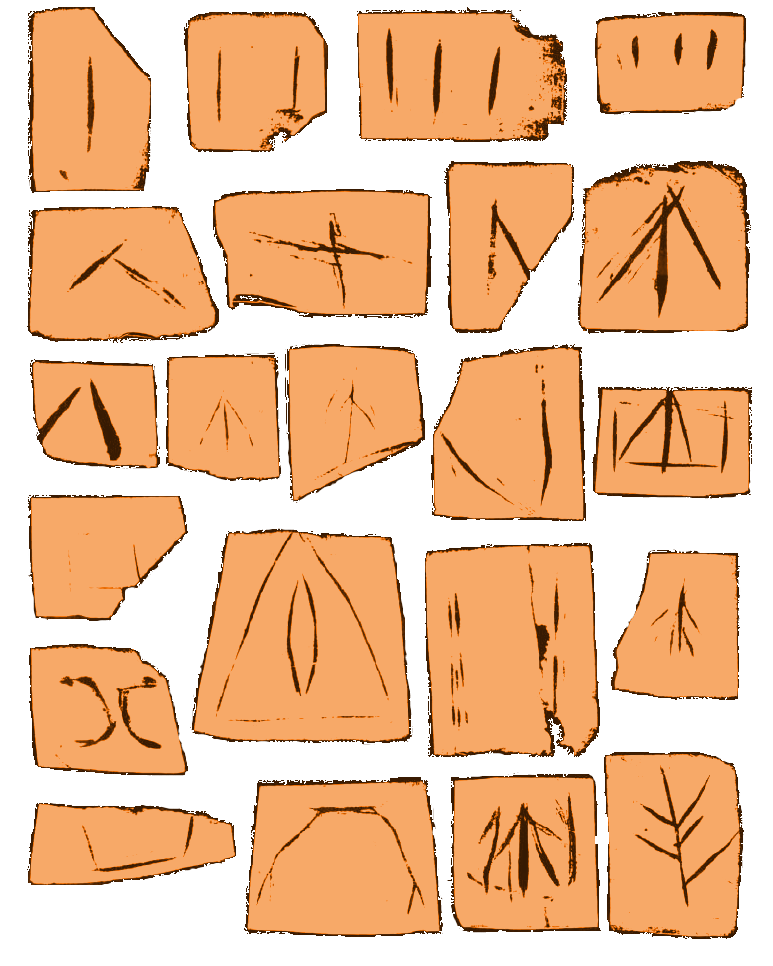
Proto símbolos sobre cerámica; del yacimientos de Yanshi cerca del yacimiento de Erlitou

Cuando Xu Xusheng descubrió por vez primera Erlitou, sugirió que era Bo, la primera capital de los Shang bajo el reinado de Shāng Tāng en los relatos tradicionales. Desde finales de los 70 las especulaciones entre los arqueólogos chinos se han centrado en su relación con los Xia. El relato tradicional de la deposición de los Xia por los Shang ha sido identificado con el final de cada una de las cuatro fases del yacimiento por diferentes autores. El Proyecto de Cronología Xia-Shang-Zhou identificó las cuatro fases de Erlitou como Xia, y la construcción de la ciudad amurallada en Yanshi como la fundación de la dinastía Shang. Otros estudiosos, en particular fuera de China, señalan la falta de cualquier evidencia firme para tal identificación, y sostienen que el punto de vista historiográfico de la arqueología china está muy limitado.
Se han fechado en el año 1920 a. C. evidencias arqueológicas de una gran diluvio que destruyó el yacimiento de Lajia en las partes altas de la garganta del río Amarillo. La fecha de datación es poco antes de la aparición de la cultura de Erlitou en el valle medio del río Amarillo y de la cultura de Yueshi en Shandong, tras el declive de la cultura de Longshan en la Llanura del Norte de China. Los autores sugieren que esta inundación podría haber sido la base para el mito posterior, y haber contribuido a la transición de culturas. Coinciden además que la temporización es una evidencia más para la identificación de la dinastía Xia con la cultura de Erlitou. Sin embargo, todavía no se han hallado evidencias de una inundación contemporánea generalizada en la Llanura del Norte de China.